# Hawaiʻi State Route 190

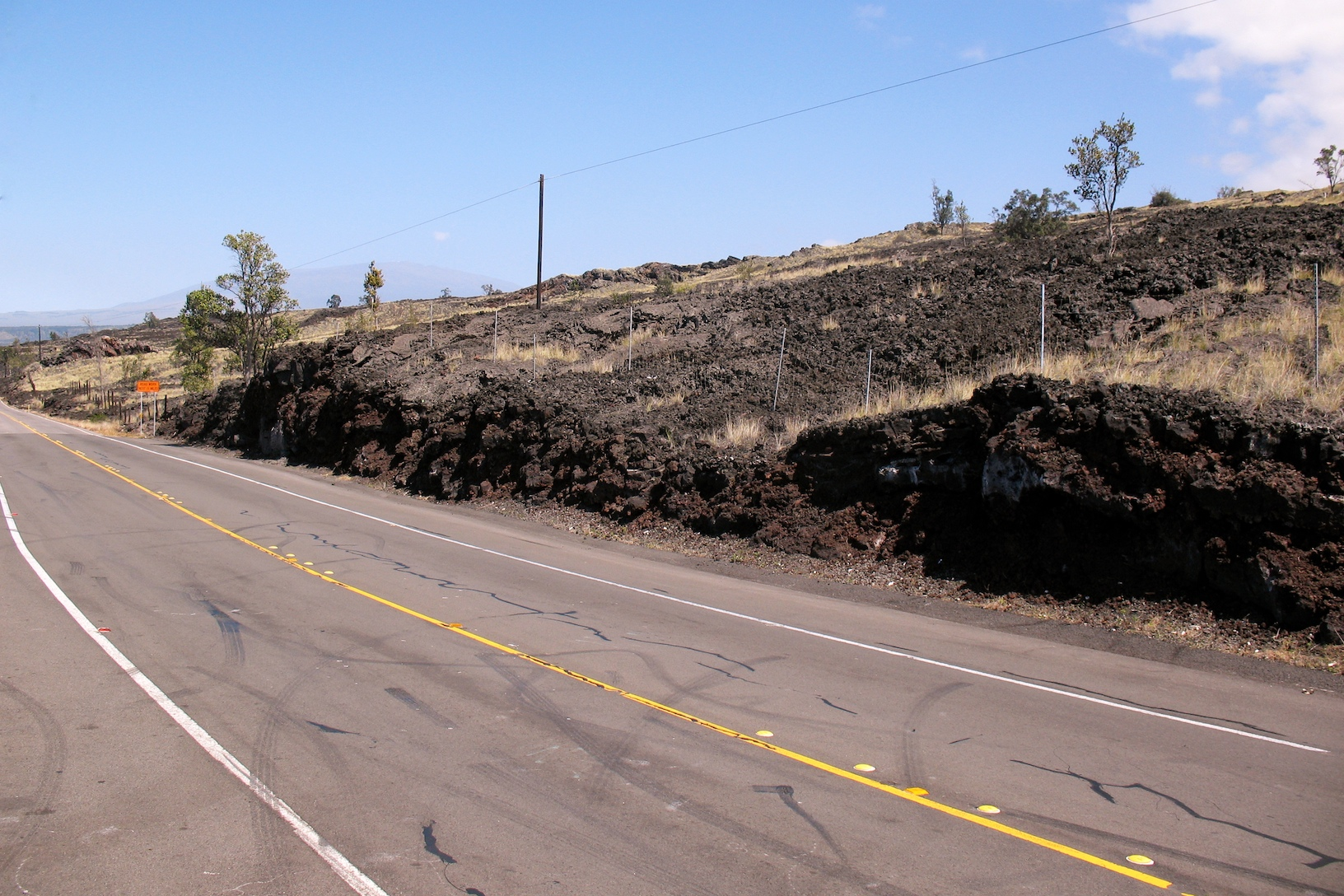
State Route 190 durchquert das Kaʻūpūlehu Lavafeld nördlich von Kailua-Kona

Die Hawaiʻi State Route 190 ist ein Teil der Hawaiʻi Belt Road auf der Insel Hawaiʻi  im gleichnamigen US-Bundesstaat.

## Verlauf
Die Fortsetzung des Māmalahoa Highway in Waimea nach dem Abzweig der hier Kawaihae Road genannten State Route 19 verläuft in südwestlicher Richtung westlich des Massivs des Mauna Kea. Er passiert hierbei die Zufahrt zum Besucherzentrum der Parker Ranch und den Waimea-Kohala Airport. Nach rund sechs Meilen (zehn Kilometer) geht in südöstlicher Richtung die State Route 200, die landschaftlich reizvolle Alternativroute nach Hilo, ab. Nach weiteren fünf Meilen geht in nordwestlicher Richtung die Waikōloa Road ab, die einen Zugang zur Ortschaft Waikōloa und eine Verbindung zum Queen Kaʻahumanu Highway (State Route 19) bietet. Nach der Überquerung des Kanuki Lava Flow wird Puʻuanahulu (Meile 20, Km 32) erreicht, entlang der nördlichen und östlichen Flanke des Hualālai wird der Kaʻūpūlehu Lava Flow überquert und mit der Ortschaft Kalaoa der Großraum Kailua-Kona erreicht.
Die hier als Palani Road bezeichnete State Route 190 endet nach rund 39 Meilen (63 Kilometer) an der Kreuzung mit dem Queen Kaʻahumanu Highway (State Route 19) und der Hawaiʻi Belt Road (State Route 11) im Nordosten von Kailua-Kona.
Die State Route 190 wird aus historischer Tradition zur Hawaiʻi Belt Road gezählt, da er bis 1975 und der Umwidmung des Queen Kaʻahumanu Highway die ursprüngliche State Route 19 war.